# Peter Hurford

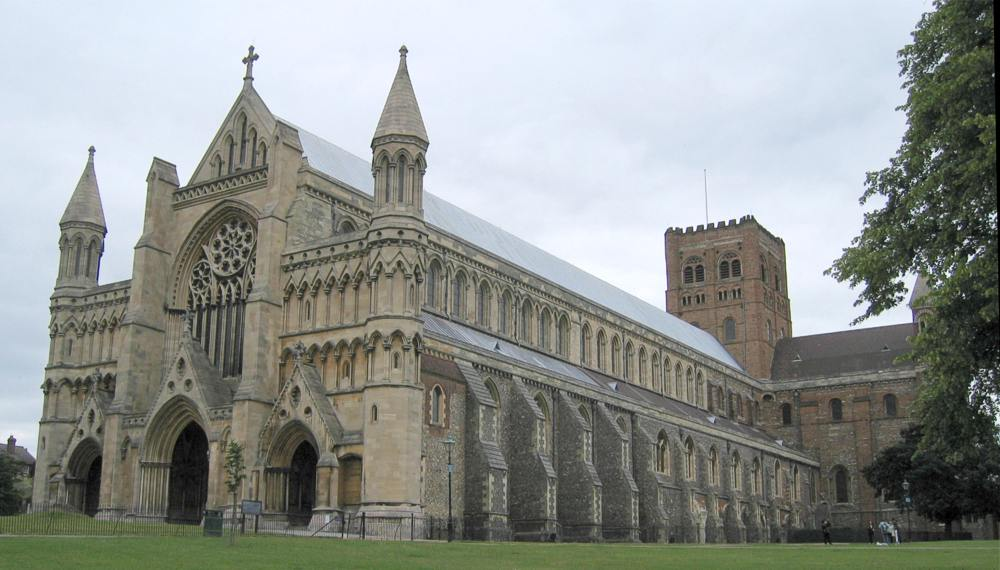
Abadia de Sant Albà, d'on fou cap del cor.

Peter Hurford OBE (22 de novembre de 1930 - 3 de març de 2019) va ser un organista i compositor britànic.

## Biografia
Hurford va néixer a Minehead, Somerset, fill de Gladys Hurford (née James) i Hubert Hurford, un advocat. Va estudiar a Blundell's School. Posteriorment va estudiar música i dret en el Jesus College de Cambridge, on es va graduar amb dobles titulacions, obtenint posteriorment una reputació tant per a estudiants de música com per a orgue. Posteriorment, Hurford va estudiar a París amb l'organista francès cec André Marchal, amb el que explorà música del període barroc.
És sobretot conegut per les seves interpretacions de Bach, després d'haver enregistrat les seves obres completes per a orgue per a Decca i la BBC Radio 3. La seva experiència també inclou enregistraments de la literatura romàntica per a orgue, actuacions notables amb especial atenció al detall estilístic. El seu estil d'execució destaca per l'articulació neta, la bellesa de l'expressió i la sensació d'un ritme adequat.
Hurford va ser nomenat organista de la Holy Trinity Church, Leamington Spa entre 1956 i 1957. Durant el mateix període, va ser mestre de música a Bablake School, Coventry, i director musical del Royal Leamington Spa Bach Choir. Va ser llavors organista i mestre de cap del cor de la Catedral de St Albans el 1958, lloc que va ocupar durant vint anys. Va concebre la idea d'un concurs d'orgues el 1963, en part per celebrar el nou orgue de Harrison &amp; Harrison dissenyat per Ralph Downes i ell mateix. Finalment es va convertir en el St Albans International Organ Festival, un festival d'orgues de renom mundial amb guanyadors que inclouen molts dels grans noms de la música d'orgue moderns, incloent Dame Gillian Weir, David Sanger, Thomas Trotter i Kevin Bowyer.
Hurford va viatjar extensament tant a la seva carrera d'actuacions com discogràfica. Va ser artista resident a Cincinnati, Ohio University (1967-68), Toronto (Canadà) (1977) i consultor per a la Sydney Opera House. Va ocupar diversos doctorats honoraris, va ser nomenat membre honorari del Jesus College de Cambridge el 2006, va ser president del Royal College of Organists i va rebre la seva medalla el 2013 i va ser nomenat oficial de l'Ordre de l'Imperi Britànic (OBE). Va escriure un llibre: Making Music on the Organ.
Hurford va patir un accident cerebrovascular menor el 1997, però es va recuperar prou bé per a reprendre la seva carrera com a intèrpret set mesos després. El 2008 se li va diagnosticar la malaltia d'Alzheimer i es va retirar formalment de la seva actuació el 2009.
Hurford va morir el 3 de març de 2019, a l'edat de 88 anys. El seu matrimoni amb Patricia Matthews va durar des de 1955 fins a la seva mort el 2017 i van tenir 3 fills. Entre els seus supervivents destaquen la seva filla Heather, els seus dos fills Michael i Richard, i nou nets.